# Bill Pope
William „Bill“ Homer Pope [ˈwɪljəm ˈhoʊmɚ poʊp] (* 19. Juni 1952 in Bowling Green, Kentucky) ist ein US-amerikanischer Kameramann, der besonders durch seine Arbeit an der Matrix-Trilogie sowie den Filmen Spider-Man 2 und Spider-Man 3 bekannt wurde.

## Leben
Pope studierte zunächst Architektur am College und erlangte seinen Masterabschluss in Kunst an der New York University. Neben Spielfilmen drehte er auch Musikvideos. Für das Video zu Stings Song We'll Be Together wurde er 1988 mit einem MTV Best Cinematography Award ausgezeichnet. 1989 drehte er das erfolgreiche Video zu One von Metallica. Ab 1989 war er vornehmlich als Kameramann tätig.
1997 wurde er für seine Arbeit an Bound – Gefesselt für den Independent Spirit Award nominiert. Matrix brachte ihm eine Nominierung für den BAFTA-Award ein, Spider Man 2 eine für den Golden Satellite Award.
Bei mehreren Filmen, beginnend mit Darkman aus dem Jahr 1990, arbeitete er mit dem Regisseur Sam Raimi zusammen.
Pope hat zwei ebenfalls künstlerisch tätige Schwestern, zu denen die für einen Oscar nominierte Bühnenbildnerin Leslie Pope gehört. Er ist mit der Filmproduzentin Sharon Oreck verheiratet.

## Filmografie (Auswahl)
- 1990: Darkman
- 1992: Armee der Finsternis (Army of Darkness)
- 1993: Feuer am Himmel (Fire in the Sky)
- 1994: Mac Millionär – Zu clever für ’nen Blanko-Scheck (Blank Check)
- 1995: Clueless – Was sonst! (Clueless)
- 1996: Bound – Gefesselt (Bound)
- 1997: Gridlock’d – Voll drauf! (Gridlock’d)
- 1998: Zero Effect
- 1999: Matrix (The Matrix)
- 2000: Teuflisch (Bedazzled)
- 2003: Matrix Reloaded (The Matrix Reloaded)
- 2003: Matrix Revolutions (The Matrix Revolutions)
- 2004: Spider-Man 2
- 2004: Team America
- 2006: Fell – Eine Liebesgeschichte (Fur – An Imaginary Portrait of Diane Arbus)
- 2007: Spider-Man 3
- 2008: The Spirit
- 2010: Scott Pilgrim gegen den Rest der Welt (Scott Pilgrim vs. the World)
- 2012: Men in Black 3
- 2013: The World’s End
- 2016: The Jungle Book
- 2016: Preacher (Fernsehserie, Episode 1x01)
- 2017: Baby Driver
- 2019: Wenn du König wärst (The Kid Who Would Be King)
- 2019: Alita: Battle Angel
- 2019: 3 Engel für Charlie (Charlie’s Angels)
- 2020: The Boys in the Band
- 2021: Shang-Chi and the Legend of the Ten Rings
- 2023: Ant-Man and the Wasp: Quantumania
- 2024: Y2K
- 2024: Unfrosted
- 2025: Drachenzähmen leicht gemacht (How to Train Your Dragon)

## Auszeichnungen (Auswahl)
- 1988: MTV Video Music Award in der Kategorie Best Cinematography in a Video (Sting – We'll Be Together)
- 1997: Nominierung für Independent Spirit Award in der Kategorie Beste Kamera (Bound)
- 2000: Nominierung für British Academy Film Award in der Kategorie Beste Kamera (Matrix)
- 2000: Nominierung für Chlotrudis Award in der Kategorie Bestes visuelles Design (Matrix)
- 2005: Nominierung für Satellite Award in der Kategorie Golden Satellite Award (Spider-Man 2)